# Macilhargues e Atuèg
Macilhargues e Atuèg (en francès Massillargues-Attuech) és un municipi francès situat al departament del Gard i a la regió d'Occitània.